# Micrathyria occipita
Micrathyria occipita – gatunek ważki z rodziny ważkowatych (Libellulidae).